# Generatore di raggi X
Un generatore di raggi X è un dispositivo col quale vengono generati i raggi X, radiazioni elettromagnetiche di lunghezza d'onda compresa tra i 10 e gli 1 nm.
La generazione di questo tipo di radiazione si avvale di diversi metodi e strumenti, il principale dei quali è la radiazione di sincrotrone, così chiamata poiché deriva dal moto delle particelle in un particolare acceleratore detto per l'appunto sincrotrone.
In medicina e radiodiagnostica si utilizza come generatore un apparecchio composto da una prima parte che fornisce la potenza necessaria (tensione e corrente) e una seconda parte, composta principalmente dal tubo radiogeno, che genera le radiazioni. Dal generatore i raggi X vengono trasmessi secondo specifiche tecniche radiologiche che bisogna eseguire sul paziente. La quantità di radiazioni inviate viene stabilita secondo delle tabelle definite per ogni tipo di esame radiologico.
Un generatore è normalmente composto da due tubi, uno utilizzato per il bucky verticale e uno per il bucky orizzontale.

## Principio
Il principio su cui si basa un generatore di raggi X è quello della radiazione di frenamento. Quest'ultima viene ottenuta per mezzo degli elettroni che, accelerati dall'alta tensione presente nel tubo radiogeno, colpiscono il lato anodico di quest'ultimo producendo dunque i raggi X.